# 匡托克丘陵
匡托克丘陵（Quantock Hills）是位于英格兰萨默塞特郡布里奇沃特以西部的一片丘陵地区，特征为石南丛、橡树林和农田。它是英格兰第一个杰出自然风景区，1956年指定。
山丘从南部的汤顿迪恩谷开始向西北绵延约15英里（24），终点位于布里斯托尔海峡沿岸的吉尔韦和西匡托克黑德。它也是塞奇莫尔和萨默塞特平原区的西部边界。天气好的时候，从丘陵顶部可以看到东边的格拉斯顿伯里和门迪普斯丘陵、北边的高尔半岛、西边的布伦登山和埃克斯穆尔、南方的布莱克顿山。其最高点是Wills Neck ，海拔1,261英尺（384）。1970年，丘陵6,194.5英畝（2,506.8公頃）的土地被指定为具特殊科學價值地點。

## 词源
此地在公元880年左右首次出现在撒克逊文献中，记作Cantuctun，两个世纪后的末日审判书中又记为Cantoctona和Cantetone，意思是“一圈丘陵中的聚居地”。山丘的最高点称为“Will's Neck”，意思是“威尔士人的山”，这可能是因为它是威塞克斯王國和威尔士人争夺的国界。

## 地理

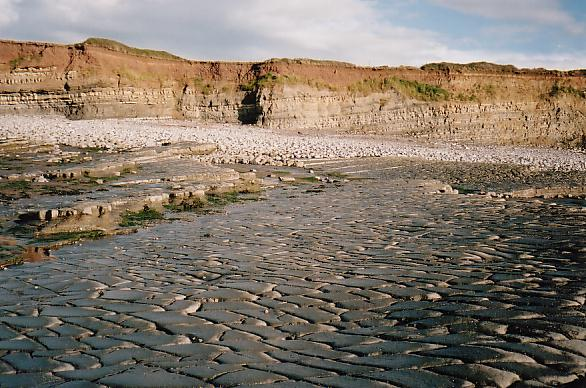
匡托克头（Quantock's Head）的海滩和悬崖。

匡托克山主要由泥盆纪的岩石形成，它们最初是浅海下的沉积物，后逐渐压缩成坚硬的岩石。地势较高的西北部则由更早的泥盆纪时期的杭曼粗砂岩组成 。

## 生态
1970年该地区面积6,194.5英畝（2,506.8公頃）的土地被指定为具有具特殊科學價值地點。

### 植物

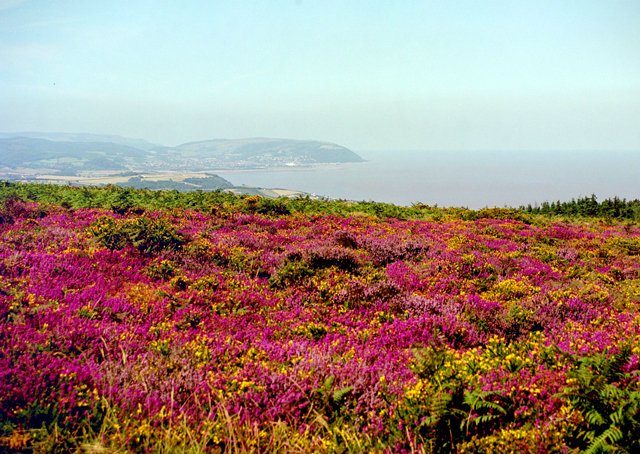
灯塔山（Beacon Hill）位于丘陵北部，在夏末，这里长满了石南花和金雀花。

这里主要是长满金雀花、石南花、蕨类、荆棘的荒地。物种主要为帚石楠，此外，树状欧石楠、酸沼草、黑果越橘和发草也比较多。一些更加干燥的地区则主要为冬石楠、秋金雀花和剪股颖。水分充足的地区常见的为欧洲蕨。当地的乔木主要由桦树、橡树、桤木、白蜡木、榆木构成，这些林地又支撑起了丰富的地衣群（如罕见的Tomasellia lectea）。

### 动物
栖息在这里的两栖动物包括掌歐螈、林蛙和大蟾蜍。爬行动物包括极北蝰、水游蛇、蛇蜥和胎生蜥蜴。鸟类包括蝗莺、欧夜鹰、渡鴉和歐洲斑姬鶲。哺乳动物有欧洲马鹿等。比较稀有的无脊椎动物包括綠豹蛺蝶和三种甲虫：Thymalus Limbatus 、 Orchesia undulata、Rhinosimus ruficollis。

## 历史
在北佩瑟頓和布鲁姆菲尔德发现了中石器時代和许多青铜时代遗址。

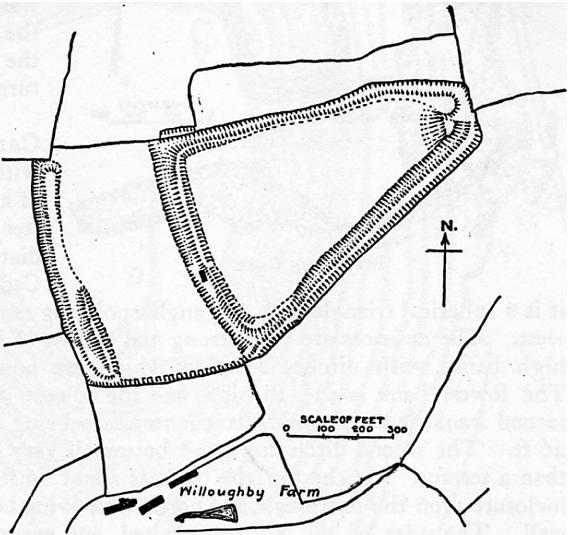
Ruborough

这里的铁器时代遗址包括Dowsborough和Ruborough等山丘堡垒，以及几个较小的防御工事，如Trendle Ring和Plainsfield Camp。
除了一些零星的发现和临时工事之外，几乎没有证据表明古罗马对匡托克地区存在影响。 康布威奇有一个罗马港口，可能曾有一条罗马道路从那里通向匡托克，因为下斯托伊和上斯托伊（Over Stowey）的名字都来自古英语stan wey ，意思是石头路。2001年10月，西巴格波罗发现了有大量4世纪罗马银器和硬币的西巴格波罗宝库（West Bagborough Hoard）。

### 黑暗时代和盎格鲁-撒克逊时代
该地区一直处于凯尔特人的控制之下，直到681至685年威塞克斯的森特温从帕雷特河向西推进，击败了威尔士国王卡德瓦拉德，并占领了北到布里斯托尔海峡的萨默塞特其余地区。撒克逊人的统治在伊内王的统治下得到巩固，他在700年左右在陶顿建立了一座堡垒。
在撒克逊时代后期，阿尔弗雷德在匡托克东南部的阿瑟尔尼抵抗维京入侵。阿尔弗雷德建立了一系列堡垒和哨所，由一条军用道路（Herepath）连接。有证据表明，被称为Quantock Common的山丘可能曾是撒克逊皇家森林。

### 中世纪
1066年诺曼征服英格兰后，威廉·德·莫永获得了邓斯特、布鲁姆菲尔德和西匡托克黑德的土地，而威廉·马莱特则获得了恩莫尔。东匡托克黑德被给予勒特雷尔家族（Luttrells），该家族后来获得卡汉普顿伯爵头衔，直到20世纪一直在当地拥有地产。
下斯托伊的斯托伊城堡建于11世纪，15世纪被毁。

### 近现代
英国内战时，匡托克远离战场。1645年，一群当地乡绅（Clubman）在特里斯科姆会面，并向议会请愿，呼吁通过谈判实现和平。
1685年蒙茅斯叛乱结束时，许多参与者在匡托克处决。

## 旅游
诗人塞缪尔·泰勒·柯勒律治从1797年到1799年住在下斯托伊，现在当地还有长约58公里的柯勒律治步道（Coleridge Way），从下斯托伊出发，经过匡托克丘陵和埃克斯穆尔，在波洛克结束。
匡托克绿道（Quantock Greenway）是一条于2001年开放的徒步路线，以特里斯科姆为中心 ，北线全长31公里，南线全长29公里。
匡托克丘陵在1956年被指定为杰出自然风景区，是英格兰第一个杰出自然风景区。
这个风景区由郡议会和三个区议会共同维护，匡托克丘陵联合咨询委员会（The Quantock Hills Joint Advisory Committee）1973年成立。 